# Heilige Geestkapel (Berlijn)
De Heilige Geestkapel (Duits: Heilig-Geist-Kapelle) is een van de oudste gebouwen van Berlijn en werd gebouwd als kapel van een niet meer bestaand middeleeuws spitaal. De kapel bevindt zich aan de Spandauer Straße in het centrum van Berlijn.

## Het Heilige Geestspitaal
Het spitaal bevond zich aan de westelijke zijde van de Spandauer Straße dicht bij de eveneens niet meer bestaande Spandause Poort en was een van de drie spitalen in het middeleeuwse Berlijn. In het spitaal werden ouderen en zieken verpleegd, maar het diende eveneens als pleisterplaats voor pelgrims. Het bier dat in het Heilige Geestspitaal werd gebrouwen genoot dankzij de pelgrims grote bekendheid. In 1825 werden de oude gebouwen van het spitaal afgebroken en door nieuwbouw vervangen, slechts de kapel bleef behouden. Tot 1886 bleef het spitaal in functie.

## De Heilige Geestkapel
De Heilige Geestkapel werd rond 1300 gebouwd en voor het eerst in 1313 gedocumenteerd. Het betreft een gebouw van rode bakstenen op een basis van veldstenen. In 1476 kreeg de kapel een nieuw dakgestoelte en een in 1816 weer verwijderde daktoren met slanke spits. Rond 1520 verving men het vlakke plafond door stergewelven. Tevens werden galerijen gebouwd. Op de velden van de borstwering van de galerijen werden in de loop van de tijd beschilderde panelen geplaatst. Tegenwoordig bevinden deze panelen zich in verschillende Berlijnse dorpskerken.
Vanaf 1655 tot de bouw van de in de Tweede Wereldoorlog vernietigde garnizoenskerk in 1703 werd de kapel door het Berlijnse garnizoen gebruikt. Later maakte tot 1905 de katholieke gemeenschap gebruik van het kerkje. Na de bouw van de Handelshogeschool in 1906 werd de kapel door de hogeschool voor lezingen gebruikt. Het interieur zoals het altaar en schilderijen verdwenen naar het museum.
Tijdens de Tweede Wereldoorlog doorstond de kapel alle bombardementen op Berlijn zonder beschadigingen. Ten tijde van de DDR werd de kapel als mensa gebruikt. In de jaren 1978-1979 werd de Heilige Geestkapel gerestaureerd. Na een restauratie in 2005 kreeg de kapel de kerkelijke inrichting gedeeltelijk terug. De kapel wordt door de Humboldtuniversiteit gebruikt voor speciale gelegenheden.

## Interieur
De ingang van de kapel bevindt zich in de naastgelegen hogeschoolgebouwen. Voor de ingang staat een in 2002 gerestaureerd marmeren Mercuriusbeeld van de beeldhouwer Fritz Klimsch. Naast de ingang werd een grafplaat ingemetseld met het jaartal 1313. Bij renovatiewerkzaamheden werden onder een laag stucwerk historische beschilderingen ontdekt en opnieuw blootgelegd. Ook de oude vloertegels werden weer tevoorschijn gehaald. De kapel is eenschepig en meet 16,80 lang bij 9,40 breed.
De ruimte wordt overspannen met kruisribgewelven overspannen; de consoles op de muren stellen dieren en mannen met boeken voor.

## Afbeeldingen

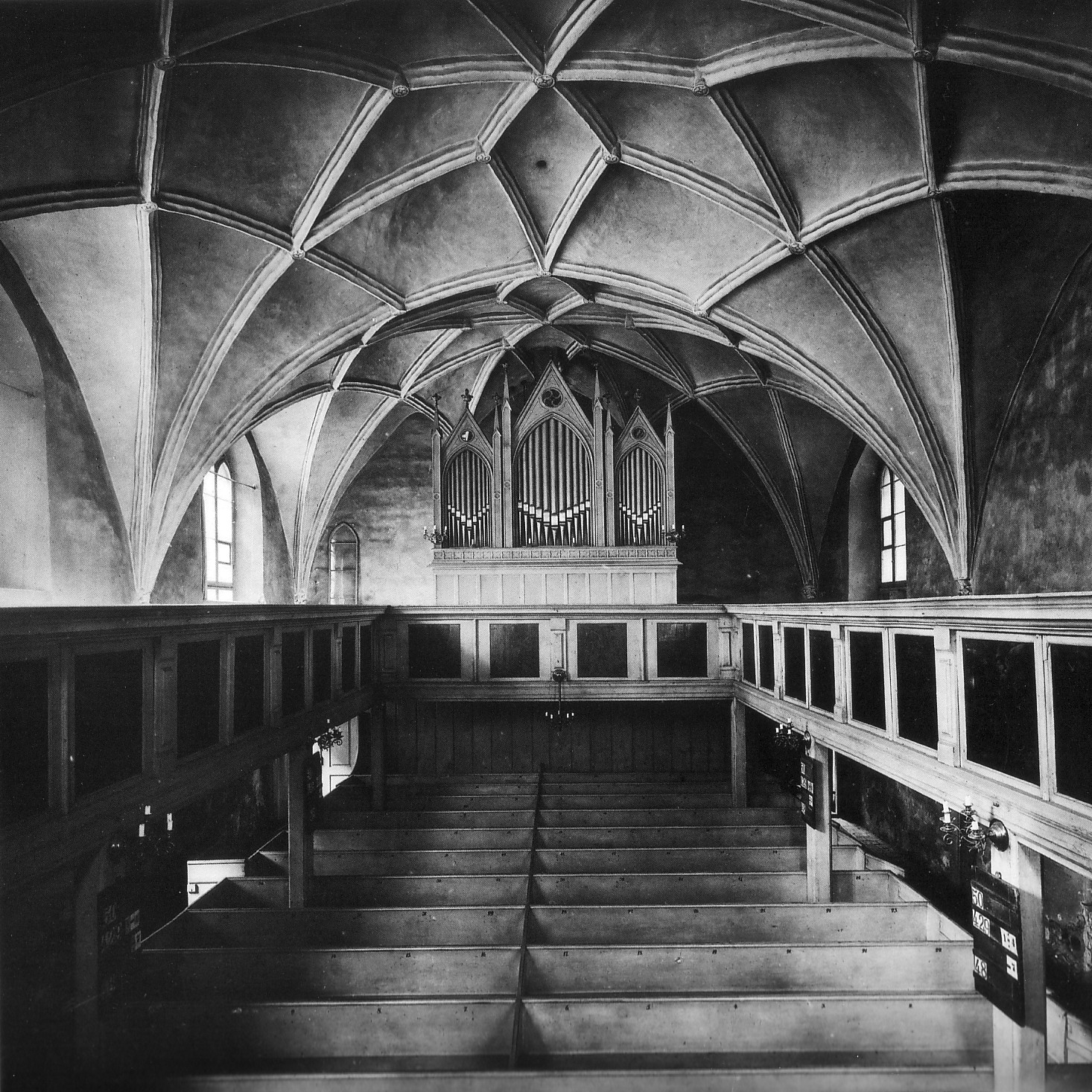
Foto van het interieur in 1892
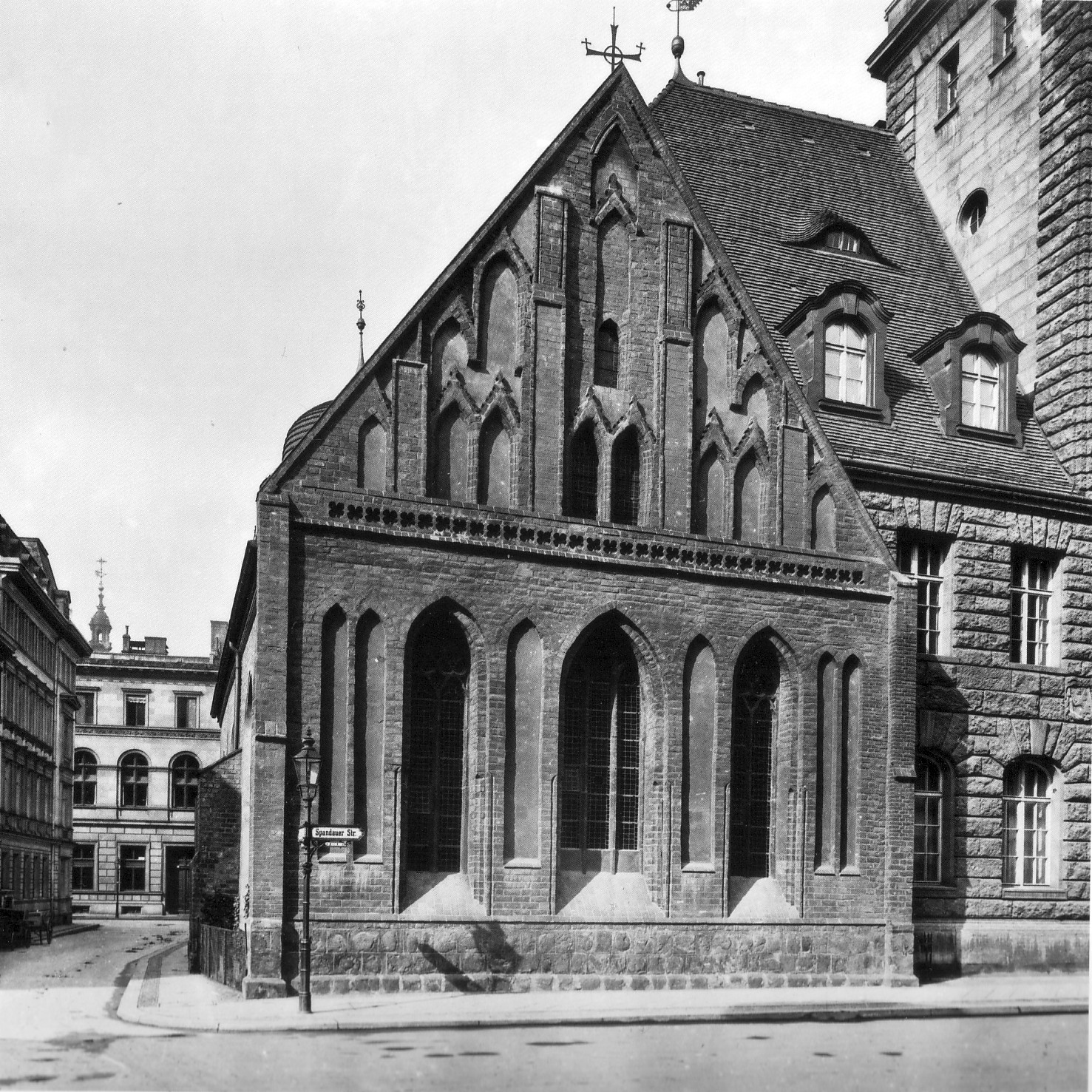
De kapel in 1910
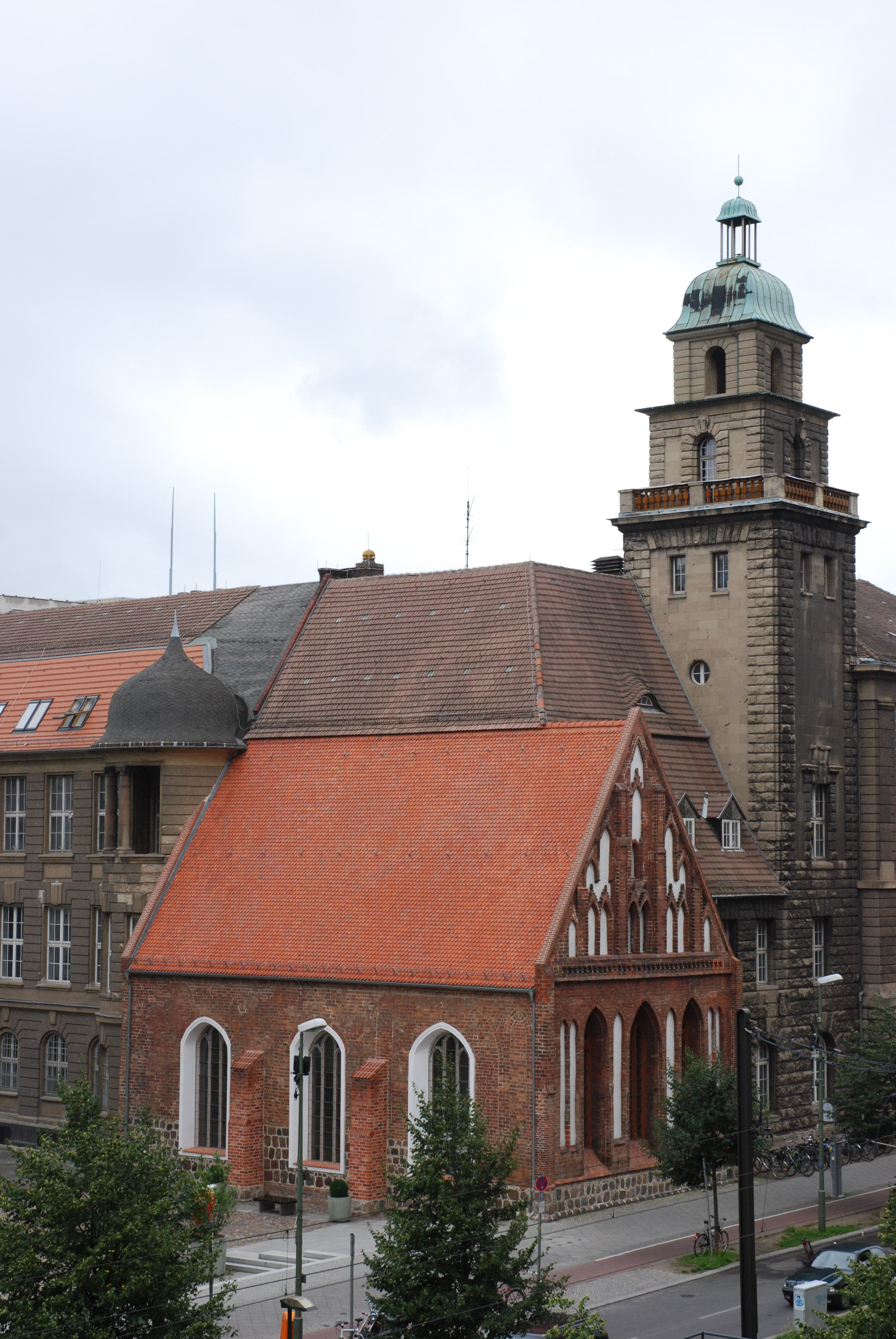
De kapel en de universiteitsgebouwen
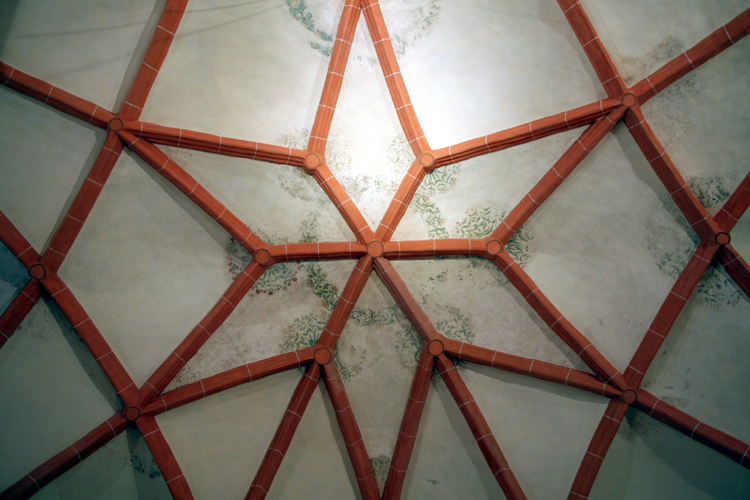
Stergewelf
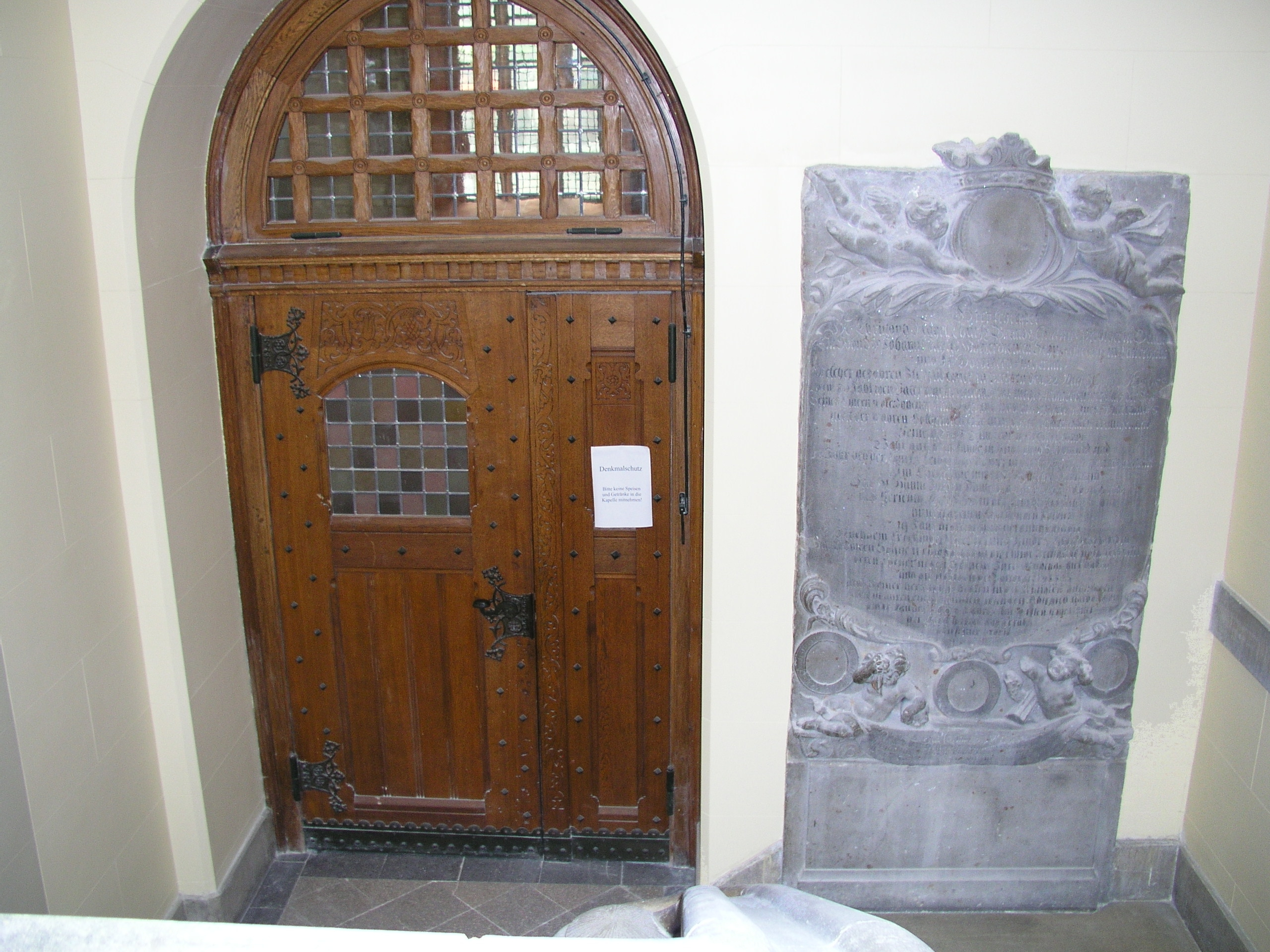
Ingang en ingemetselde grafplaat
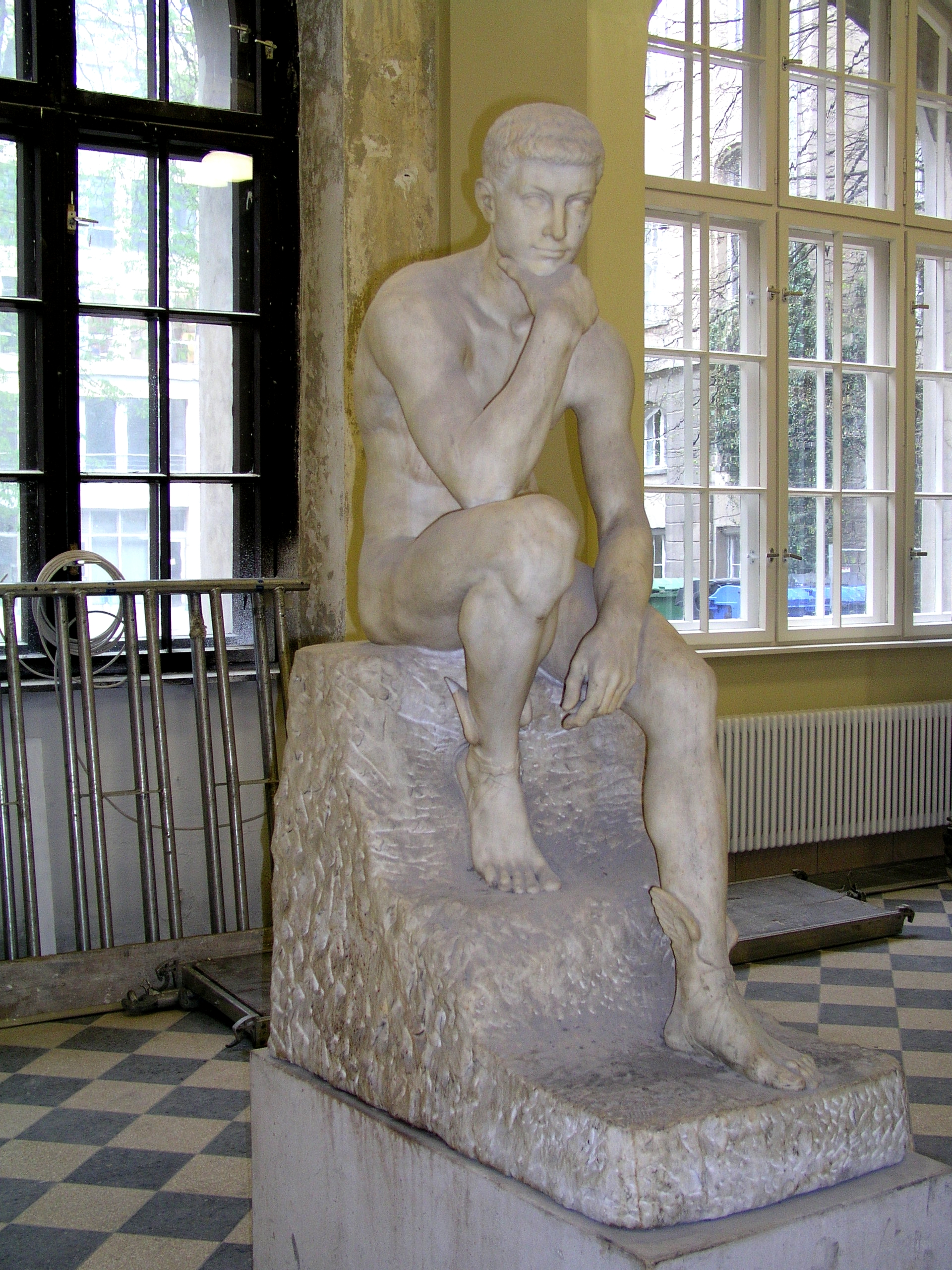
Mercuriusbeeld voor de ingang van de kapel (Fritz Klimsch)